# Tephroseris hieraciiformis
Tephroseris hieraciiformis là một loài thực vật có hoa trong họ Cúc. Loài này được (Kom.) Czerep. miêu tả khoa học đầu tiên năm 1995.